# Select Productions
Select Productions ou Select Pictures foi uma companhia cinematográfica estadunidense atuante nos anos 1930, pertencente a William Saal e Burt Kelly.

## Histórico

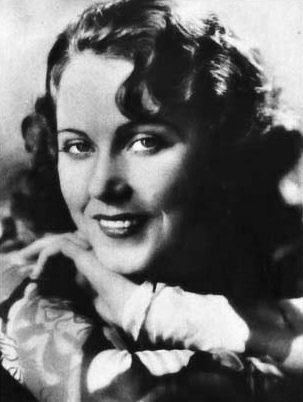
Fay Wray, atriz de Woman in the Dark, primeira produção da Select Productions.

A Select Productions era encabeçada pelos produtores William Saal e Burt Kelly, e seu primeiro filme foi Woman in the Dark, em 1934. Seus filmes muitas vezes foram creditados sob o nome de William Saal (tal como Federal Agent, de 1936, em que Saal é o produtor associado) ou de Burt Kelly (tal como The People's Enemy, de 1935, creditado como Burt Kelly Productions). Seus filmes foram feitos no Biograph Studios, ou no Talisman Studios e distribuídos pela RKO Pictures.
O produtor George A. Hirliman co-produziu com a Select Productions 4 filmes com William Boyd, entre 1935 e 1936, alguns deles creditados como Winchester Productions, a companhia cinematográfica de Hirliman.

## Filmografia
- Woman in the Dark (ou Woman in the Shadows) (1934)[2]
- Gigolette (1935)[1]
- The People's Enemy (1935)[5][2]
- Racing Luck (1935), produzido por George A. Hirliman para a Select.[4]
- Federal Agent (1936).[2] Filmado no Talisman Studio, com William Saal como produtor associado, mas produzido pela Winchester Productions.[6]
- Burning Gold (1936), produzido por George A. Hirliman para a Select.[4]
- Go-Get-'Em, Haines (1936), produzido por George A. Hirliman para a Select.[4]
- Frankie and Johnny (1936), produção de William Saal[7][8]STANFIELD, Peter. Body and Soul: Jazz and Blues in American Film, 1927-63. p. 64</ref>